# Jonathan Brandis
Jonathan Gregory Brandis (Danbury, 13 aprile 1976 – Los Angeles, 12 novembre 2003) è stato un attore statunitense.

## Biografia
Figlio di Greg, pompiere e autista di bus, e Mary, un'insegnante di scuola, Jonathan Brandis ha cominciato la sua carriera in tenera età, recitando già a cinque anni in alcuni spot televisivi. Il suo debutto nel mondo dello spettacolo è in una pubblicità dei giochi della Fisher-Price. La sua seconda occasione è invece nei manifesti pubblicitari della Buster Brown Shoes. A sei anni, dopo un provino, vinse un ruolo nella soap opera Una vita da vivere. Fino al 1985, Jonathan ha recitato come modello in più di ottanta fra spot pubblicitari e campagne pubblicitarie, dopodiché i suoi genitori decisero di portarlo a Los Angeles, quando il ragazzo aveva nove anni, per tentare la carriera di attore.
Fu scelto quasi subito per una parte nella serie televisiva di Farrah Fawcett The Barbara Hutton Story. Successivamente, ha ottenuto piccoli ruoli in alcuni programmi, come Avvocati a Los Angeles, Casalingo Superpiù, La signora in giallo al fianco di Angela Lansbury e in Kate e Allie. Arrivano anche molte partecipazioni in telefilm come Gli amici di papà, Alien Nation, Flash, Pros and cons e Crossroads. Nel 1989, Brandis ha interpretato Bastian ne La storia infinita 2, ruolo che gli darà notorietà a livello internazionale. Nel 1992 è stato protagonista con Chuck Norris in Pugno d'acciaio, dove ha interpretato il ruolo di Barry Grabrewski. Un altro ruolo importante ricoperto da Brandis è stato il personaggio di Lucas Wolenczak, la sua rappresentazione nella fiction futuristica SeaQuest - Odissea negli abissi, prodotta da Steven Spielberg, nel 1993.
Era anche apparso nella versione televisiva di It, tratto dal romanzo di Stephen King, ricoprendo il ruolo di Bill Denbrough da giovane. Ha inoltre dato la voce a Mozenrath nella serie televisiva Aladdin, della Disney. Nella prima versione per il film Aladdin e il re dei ladri, il principale antagonista doveva essere Mozenrath, ma l'idea fu abbandonata perché Brandis non voleva riprendere il ruolo.
Durante la sua vita ha avuto diverse relazioni con ragazze del mondo dello spettacolo: Tatyana Ali, Heather McComb, Vinessa Shaw e Monica Keena.

## Vita privata
Dal 1995 al 1998, Brandis era fidanzato con l'attrice e cantante Tatyana Ali. La coppia apparve in un articolo sulla rivista People nel luglio 1995.

## Morte
La settimana prima di morire, Jonathan fece visita ai genitori e restò con loro per quattro giorni. Nessuno di loro scoprì che cosa avesse. Martedì 11 novembre 2003 circa alle 23:40, Brandis fu trovato da un amico impiccato ma ancora vivo nel corridoio del suo appartamento di Los Angeles: fu trasportato al Cedars-Sinai Medical Center, dove però morì alle 2:45. Aveva 27 anni.
Brandis non lasciò un biglietto d'addio. Dopo la sua morte, gli amici riferirono che era depresso per il declino della sua carriera e che era rimasto deluso quando la sua apparizione nel dramma di guerra del 2002 Sotto corte marziale, un ruolo che sperava avrebbe rianimato la sua carriera, era stata fortemente ridotta nel montaggio finale del film. Brandis iniziò a bere molto e disse che intendeva uccidersi.
Nel 2021, suo padre Greg rilasciò un'intervista per People, nella quale affermava che con tutta probabilità suo figlio soffriva di un disturbo bipolare e che sarebbe stata questa l'effettiva causa che lo portò al suicidio, a differenza di quanto si pensò ai tempi.

## Filmografia

### Attore

#### Cinema
- Mad Balls - cortometraggio (1985)
- Tipi sbagliati (The Wrong Guys), regia di Danny Bilson (1988)
- Il patrigno II (Stepfather II), regia di Jeff Burr (1989)
- La storia infinita 2 (The Neverending Story II: The Next Chapter), regia di George Miller (1990)
- Ragazze nel pallone (Ladybugs), regia di Sidney J. Furie (1992)
- Pugno d'acciaio (Sidekicks), regia di Aaron Norris (1992)
- Pacific Bell: Rain Children - cortometraggio (1992)
- Cap'n Crunch - cortometraggio (1992) Uscito in home video
- L'occasione per cambiare (Outside Providence), regia di Michael Corrente (1999)
- Cavalcando col diavolo (Ride with the Devil), regia di Ang Lee (1999)
- The Year That Trembled, regia di Jay Craven (2002)
- Between the Sheets, regia di Michael DeLuise (2003)
- Puerto Vallarta Squeeze, regia di Arthur Allan Seidelman (2004) - postumo
- Bad Girls (Bad Girls from Valley High), regia di John T. Kretchmer (2005) - postumo

#### Televisione
- Una vita da vivere (One Life to Live) - serie TV (1982)
- Kate e Allie (Kate & Allie) - serie TV, 1 episodio (1984) Non accreditato
- Troppo forte (Sledge Hammer!) - serie TV, 1 episodio (1986)
- Good Morning, Miss Bliss – serie TV, 1 episodio (1987)
- Buck James – serie TV, 1 episodio (1987)
- Avvocati a Los Angeles (L.A. Law) - serie TV, 2 episodi (1987)
- Una povera ragazza ricca - La storia di Barbara Hutton (Poor Little Rich Girl: The Barbara Hutton Story), regia di Charles Jarrott – film TV (1987)
- Home Free, regia di Mark Tinker – film TV (1988)
- Mystery Magical Special, regia di Steven J. Santos – film TV (1988)
- Webster – serie TV, 1 episodio (1988)
- Pacific Bell: The Rain Children, regia di Robert Allan Black – miniserie TV (1988)
- Mars: Base One, regia di Jim Drake – film TV (1988)
- Gli amici di papà (Full House) - serie TV, 1 episodio (1989)
- Casalingo Superpiù (Who's the Boss?) - serie TV, 1 episodio (1989)
- La signora in giallo (Murder, She Wrote) - serie TV, episodio 6x13 (1990)
- Alien Nation - serie TV, 1 episodio (1990)
- I mostri vent'anni dopo (The Munsters Today) - serie TV, 1 episodio (1990)
- Flash (The Flash) - serie TV, 1 episodio (1990)
- It, regia di Tommy Lee Wallace – miniserie TV (1990)
- La legge di Bird (Gabriel's Fire) - serie TV, 1 episodio (1991)
- Blue Jeans (The Wonder Years) - serie TV, 1 episodio (1991)
- Our Shining Moment, regia di Mark Tinker – film TV (1991)
- Blossom - Le avventure di una teenager (Blossom) - serie TV, 1 episodio (1991)
- Pros and Cons - serie TV, 1 episodio (1991)
- Crossroads - serie TV, 2 episodi (1992)
- Do Not Bring That Python in the House, regia di Robert Berlinger – film TV (1992)
- Bayside School - Un anno dopo (Saved by the Bell: The College Years) - serie TV, 1 episodio (1993)
- SeaQuest - Odissea negli abissi (SeaQuest DSV) - serie TV, 57 episodi (1993-1996)
- Good King Wenceslas, regia di Michael Tuchner – film TV (1994)
- È solo un gioco (Her Last Chance), regia di Richard A. Colla – film TV (1996)
- Nata libera - Le nuove avventure (Born Free: A New Adventure), regia di Tommy Lee Wallace – film TV (1996)
- Una ragazza in trappola (Fall Into Darkness), regia di Mark Sobel – film TV (1996)
- Persi nell'oceano (Two Came Back), regia di Dick Lowry – film TV (1997)
- 111 Gramercy Park, regia di Bill D'Elia – film TV (2003)

### Doppiatore
- The Real Ghostbusters – serie TV, 1 episodio (1987) Non accreditato
- Oliver & Company, regia di George Scribner - film d'animazione (1988)
- Papà è un fantasma (Ghost Dad), regia di Sidney Poitier (1990)
- Aladdin - serie TV, 8 episodi (1994-1995)
- Magic and Mystery, regia di Rob LaDuca e Alan Zaslove - cortometraggio (1996)

### Regista
- The Slainesville Boys - cortometraggio (2004)

### Sceneggiatore
- SeaQuest - Odissea negli abissi (SeaQuest DSV) – serie TV, 1 episodio (1995)

### Produttore
- The Slainesville Boys, regia di Jonathan Brandis - cortometraggio (2004)

## Doppiatori italiani
Nelle versioni in italiano delle opere in cui ha recitato, Jonathan Brandis è doppiato da:
- Stefano Crescentini in SeaQuest - Odissea negli abissi, Bad Girls
- Ilaria Stagni in La storia infinita 2
- Nanni Baldini in Pugno d'acciaio
- Alessandro Tiberi in It
- David Chevalier in Nata libera - Le nuove avventure

Come doppiatore è sostituito da:
- Fabio Boccanera in Aladdin

## Riconoscimenti
| Anno | Manifestazione                                     | Premio             | Categoria                                                                                   | Lavoro                          | Risultato       |
| ---- | -------------------------------------------------- | ------------------ | ------------------------------------------------------------------------------------------- | ------------------------------- | --------------- |
| 1991 | Young Artist Award                                 | Young Artist Award | Miglior giovane attore guest star in una serie televisiva                                   | Flash                           | Candidato/a     |
| 1992 | Academy of Science Fiction, Fantasy & Horror Films | Saturn Award       | Miglior attore emergente                                                                    | La storia infinita 2            | Candidato/a     |
| 1992 | Young Artist Award                                 | Young Artist Award | Miglior giovane attore di un film                                                           | La storia infinita 2            | Candidato/a     |
| 1993 | Young Artist Award                                 | Young Artist Award | Eccezionale insieme di giovani in un film                                                   | Ragazze nel pallone             | Candidato/a     |
| 1993 | Young Artist Award                                 | Young Artist Award | Miglior giovane attore di un film                                                           | Ragazze nel pallone             | Candidato/a     |
| 1994 | Young Artist Award                                 | Young Artist Award | Miglior giovane attore protagonista di una serie televisiva                                 | SeaQuest - Odissea negli abissi | Vincitore/trice |
| 1995 | Young Artist Award                                 | Young Artist Award | Miglior performance di un giovane attore protagonista in una miniserie televisiva o special | Good King Wenceslas             | Candidato/a     |